# Reus Moderno
Reus Moderno va ser una publicació periòdica que va sortir a Reus l'any 1896. Portava per subtítol Revista semanal, literaria y satírica, defensora de los intereses locales.
El primer número va sortir el dia 25 de juliol, tenia format foli, amb vuit pàgines, i sortia setmanalment. L'imprimia Celestí Ferrando. Només se'n coneixen 5 números, el darrer del dia 22 d'agost de 1896. Es desconeix si va seguir sortint. El periòdic va ser una aposta personal d'Antoni Porta i Pallissé, que, molt jove i amb una colla d'amics, va tirar-la endavant. La intenció, segons diu l'editorial de presentació, era fundar una revista literària.
Els articles anaven signats amb inicials (A. P., Ricardo N.) o pseudònims (Diptongo, Miseria, Pelagatis...) i tenia un to irònic més aviat vulgar. La llengua era el castellà, però va incloure poemes de Josep Anguera i Bassedas en català. Va publicar algunes biografies plenes d'ironia sobre personatges locals, en una secció setmanal que titulava «Siluetas reusenses», i va polemitzar amb altres periòdics reusencs precisament pel contingut de les crítiques personals. La seva ideologia era més aviat conservadora, i es va enfrontar amb altres periòdics quan els van acusar de no escriure en català.